# Naina Jelcinová
Naina Iosifovna Jelcinová, roz. Girinová (rusky Наина Иосифовна Ельцина, roz. Анастасия Иосифовна Гирина; * 14. března 1932, Titovka (Титовка), Orenburská oblast, SSSR) je bývalá první dáma Ruska, manželka ruského prezidenta Borise Jelcina.
V letech 1956–1985 pracovala jako hlavní projektant, vedoucí týmu v instituci Vodokanalprojekt (rusky Водоканалпроект).